# Romanium
Das Romanium (auch Ruman, Roumanien) ist eine regionale chronostratigraphische Stufe im zentralen Paratethys-Bereich, die mit den globalen Stufen des Piacenziums (Neogen) und des Gelasiums (Quartär) korreliert wird.

## Namensgebung
Die Stufe ist nach dem osteuropäischen Staat Rumänien benannt. Sie wurde 1932 von Karl Krejci-Graf in die Literatur eingeführt.

## Definition
Die untere Grenze des Romanium ist durch das Erstvorkommen der Schnecken-Art Viviparus bifarcinatus definiert. Die Stufe selber ist durch Süßwasserfaunen gekennzeichnet: Dreissena polymorpha (Pallas), Pseudohyriopsis problematica (Cobalcescu), Unio sp., Pisidium sp., Theodoxus licherdopoli scriptus (Stefanescu), Valvata (Valvata) sulekiana (Brusina), Bulimus (Bulimus) vukotinovici (Brusina), Melanopsis (Melanopsis) pterochilla pterochilla (Brusina), Lithoglyphus sp. und Viviparus bifarcinatus (Bielz).